# GFF Elite League 2017-18
La GFF Elite League 2017-18 (llamada Stag Elite League por razones de patrocinio) fue la edición número 17 de la GFF Elite League, la liga competitiva de Guyana. 10 clubes autorizados de la FIFA participan en la tercera temporada de la Elite League. El Guyana Defence Force FC fue el campeón defensor. La temporada comenzó el 19 de noviembre de 2017 y culminó el 21 de septiembre de 2018. La única novedad es que hubo descensos.

## Equipos participantes
| Equipo                  | Ciudad     |
| ----------------------- | ---------- |
| Ann's Grove United FC   | Georgetown |
| Buxton United FC        | Buxton     |
| Cougars FC              | Georgetown |
| Den Amstel FC           | Leonora    |
| Fruta Conquerors FC     | Georgetown |
| Guyana Defence Force FC | Georgetown |
| Milerock FC             | Linden     |
| New Amsterdam United    | Georgetown |
| Victoria Kings FC       | Demerara   |
| Western Tigers FC       | Georgetown |

## Tabla de posiciones
Actualizado el 1 de agosto de 2018.
| Pos | Equipo                   | PJ | PG | PE | PP | GF | GC | DG  | Pts | Clasificado a                                 |
| --- | ------------------------ | -- | -- | -- | -- | -- | -- | --- | --- | --------------------------------------------- |
| 1   | Fruta Conquerors FC (C)  | 18 | 14 | 3  | 1  | 50 | 6  | +44 | 45  | Campeón y CONCACAF Caribbean Club Shield 2019 |
| 2   | Guyana Defence Force FC  | 18 | 12 | 4  | 2  | 40 | 13 | +27 | 40  |                                               |
| 3   | Den Amstel FC            | 18 | 12 | 3  | 3  | 47 | 12 | +35 | 39  |                                               |
| 4   | Western Tigers FC        | 18 | 11 | 5  | 2  | 31 | 15 | +16 | 38  |                                               |
| 5   | Victoria Kings FC        | 18 | 7  | 3  | 8  | 26 | 27 | -1  | 24  |                                               |
| 6   | Buxton United FC         | 18 | 5  | 5  | 8  | 17 | 27 | -10 | 20  |                                               |
| 7   | Milerock FC              | 18 | 4  | 3  | 11 | 19 | 33 | -14 | 15  |                                               |
| 8   | Ann's Grove United FC    | 18 | 3  | 5  | 10 | 20 | 35 | -15 | 14  |                                               |
| 9   | New Amsterdam United (*) | 18 | 2  | 4  | 12 | 8  | 38 | -30 | 10  | Playoff descenso                              |
| 10  | Cougars FC               | 18 | 2  | 1  | 15 | 10 | 62 | -52 | 7   | Ligas Divisionales 2019                       |

(*) Perdió el play-off del descenso